# Öljehults kyrka
 Öljehults kyrka är en kyrkobyggnad i Öljehult i Lunds stift. Den är församlingskyrka i Ronneby församling.

## Kyrkobyggnaden
Ursprungligen uppfördes i Öljehult på grund av det långa avståndet till Bräkne-Hoby kyrka 1754 en kapellbyggnad i trä. Kapellet blev på grund av befolkningsökningen så småningom för litet. Kapellet revs för att återuppbyggas som en större byggnad 1840–1842. Vid återuppförandet frångick man Överintendentsämbetets ritningar som förutsatte en ny byggnad.
Kyrkan som är uppförd Nyklassicistisk stil består av ett åttasidigt långhus med en avslutande korvägg och en bakomliggande sakristia samt ett vapenhus med ett klocktorn. Kyrkan är byggd i liggande timmer som reveterats och vitkalkats.
1859 blev kapellet kyrka då Öljehult blev egen församling. Under vintern 2022-2023 höll pastoratet kyrkan stängd på grund av det höga elpriset.

## Interiör
Kyrkorummet är nyklassicistiskt präglat med ljus och rymd. Koret domineras av en antikinspirerad altaruppställning från 1884 bestående av dubbla pelare på vardera sida krönt av en trekant med en strålsol. I dess mitt en altartavla med motiv: ”Jesus lärer i templet” utförd samma år av Bengt Nordenberg.
- Predikstolen som är försedd med förgyllda symboler var tidigare altarpredikstol men flyttades till sin nuvarande plats 1884.
- Dopfunten  är av skulpterad ek.
- Golvur
- Den slutna bänkinredningen är från kyrkans byggnadstid.

## Bildgalleri

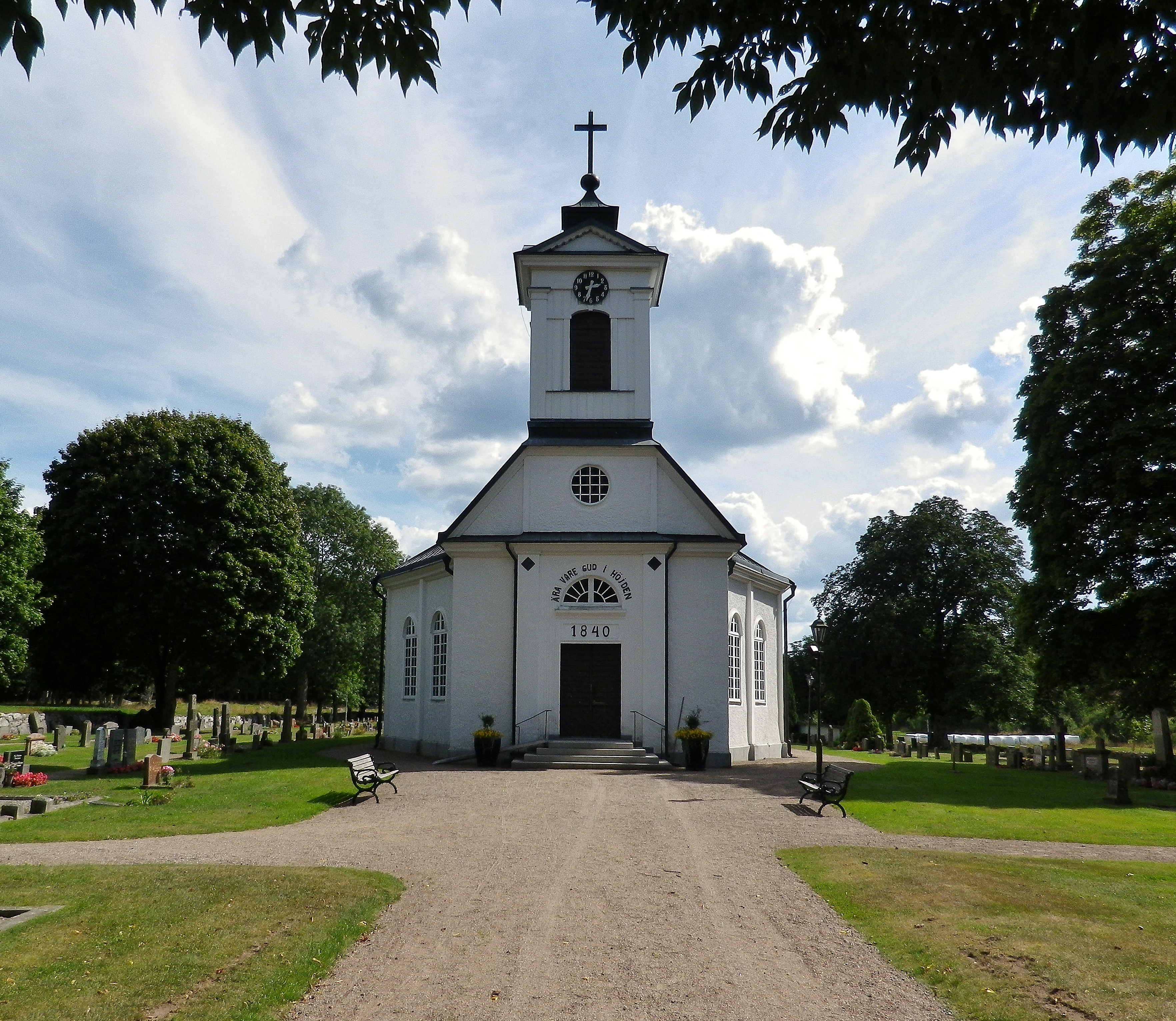
Kyrkan från nord
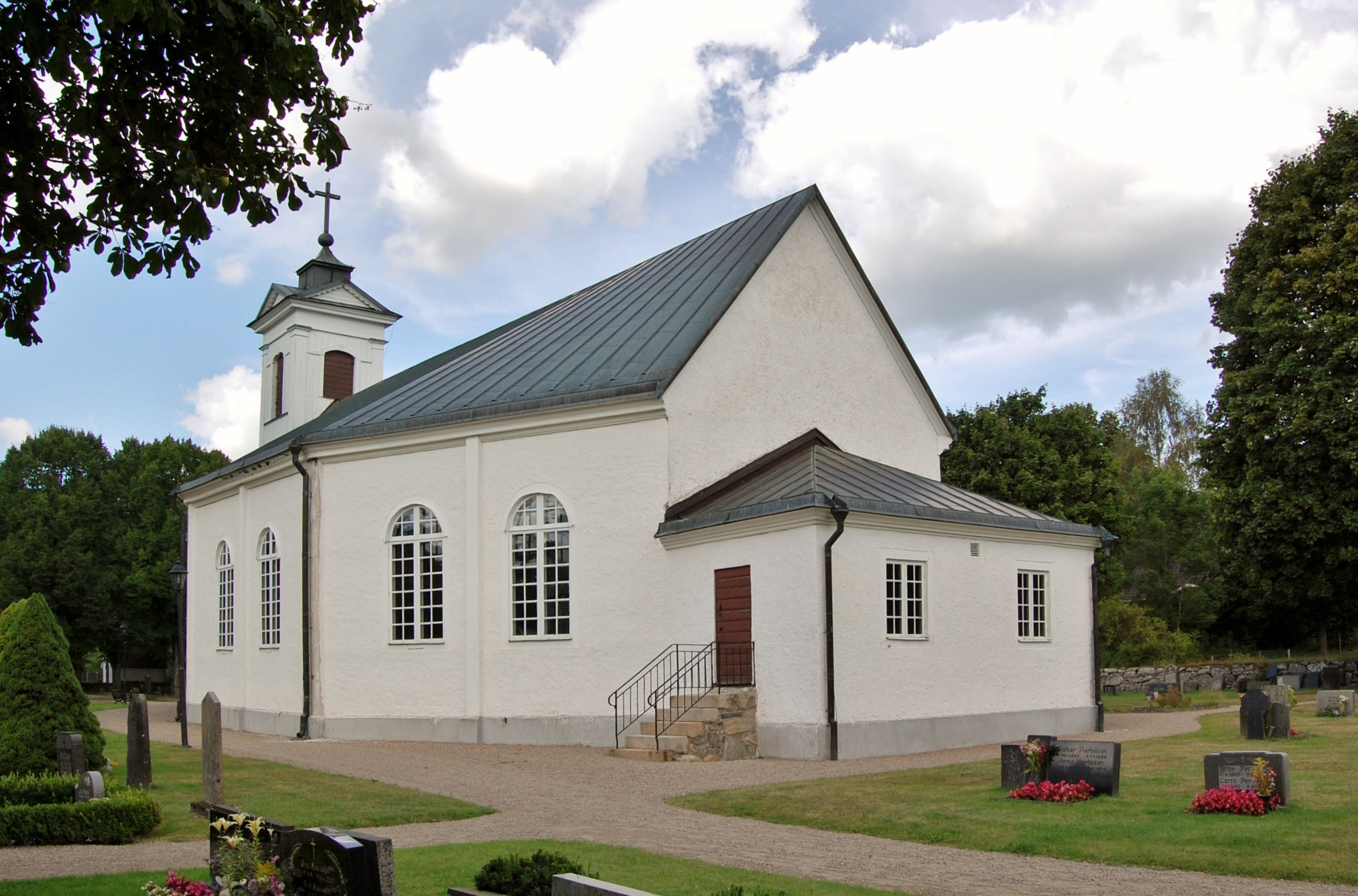
Exteriör från sydväst
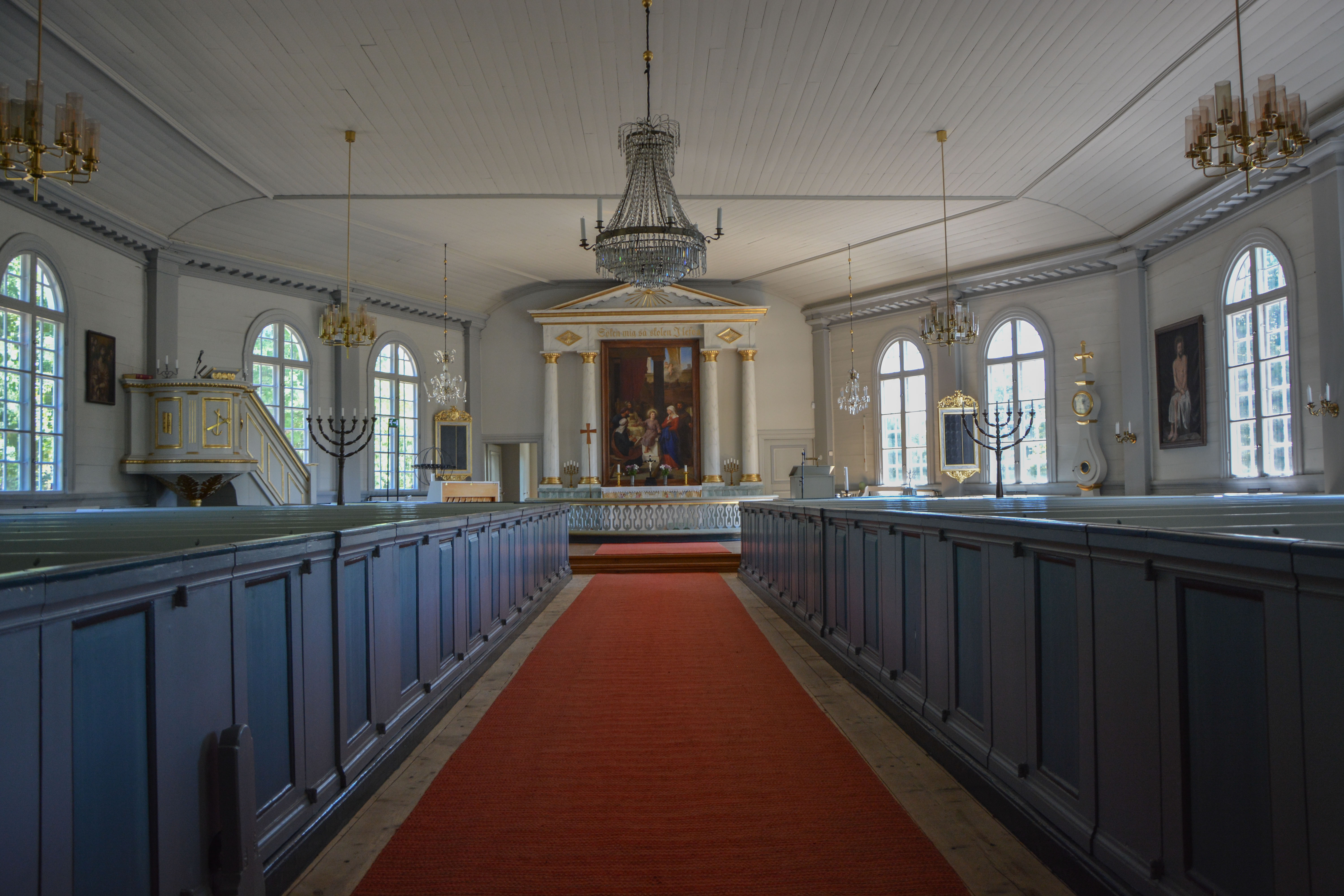
Interiör mot söder
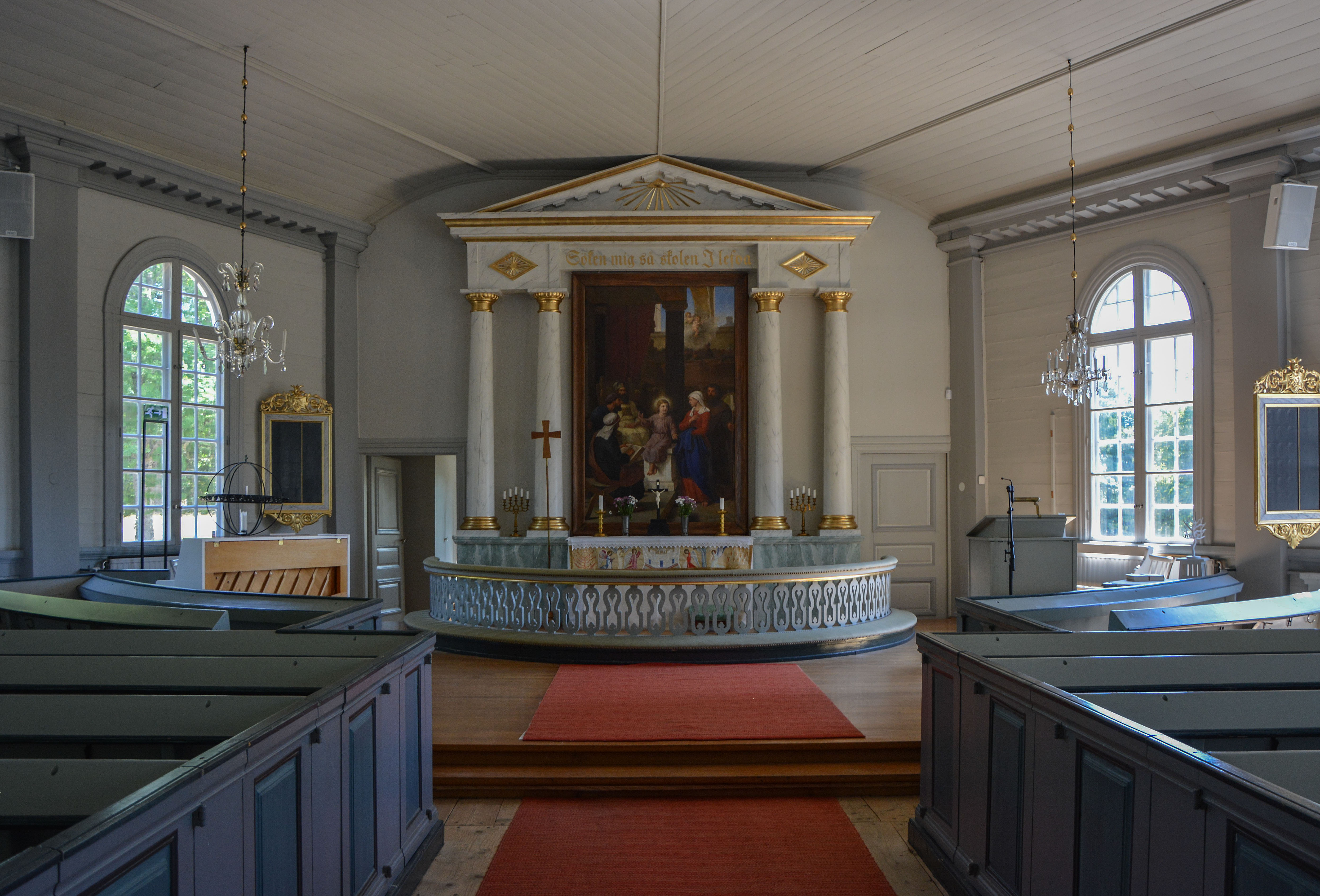
Koret med altaruppställningen
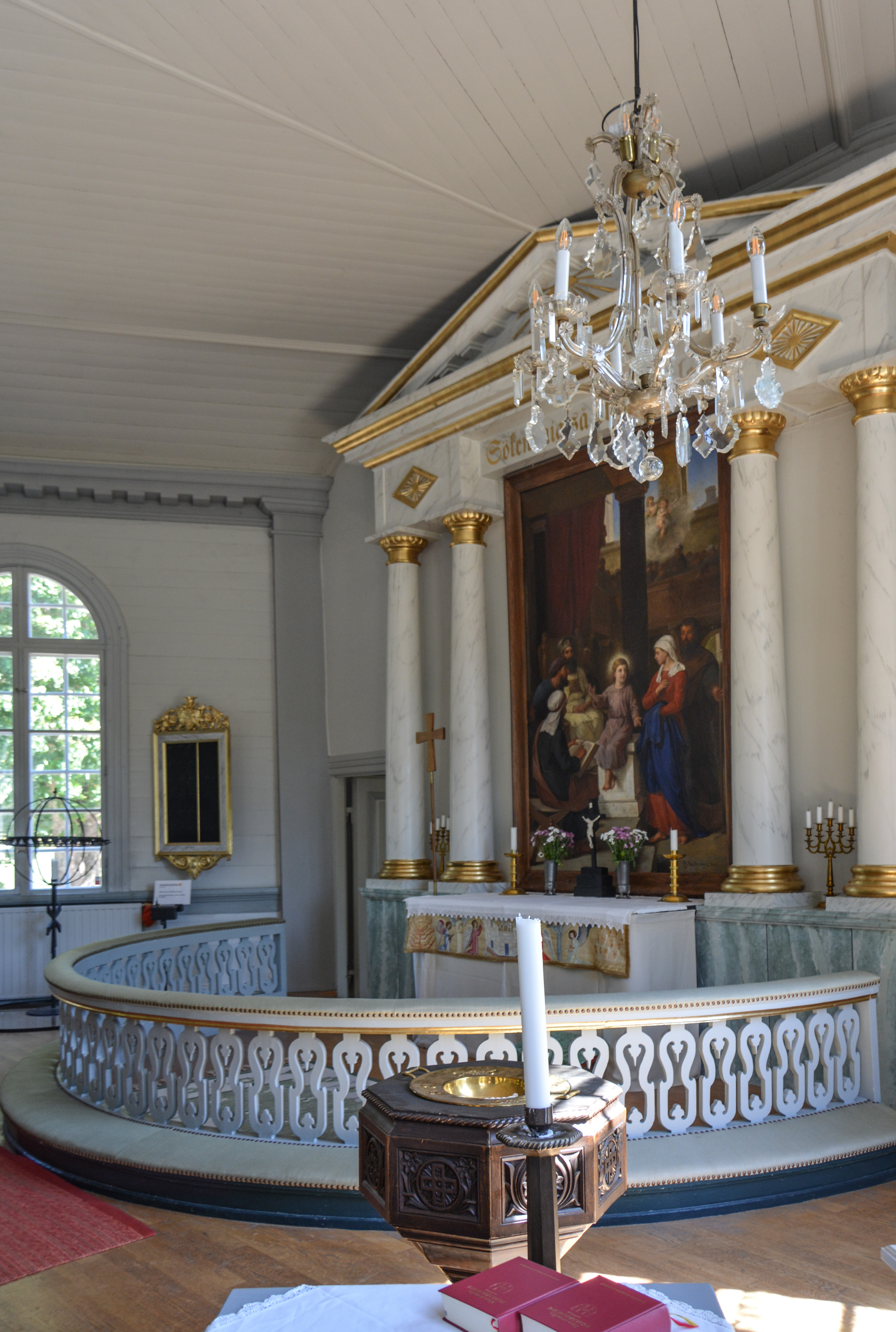
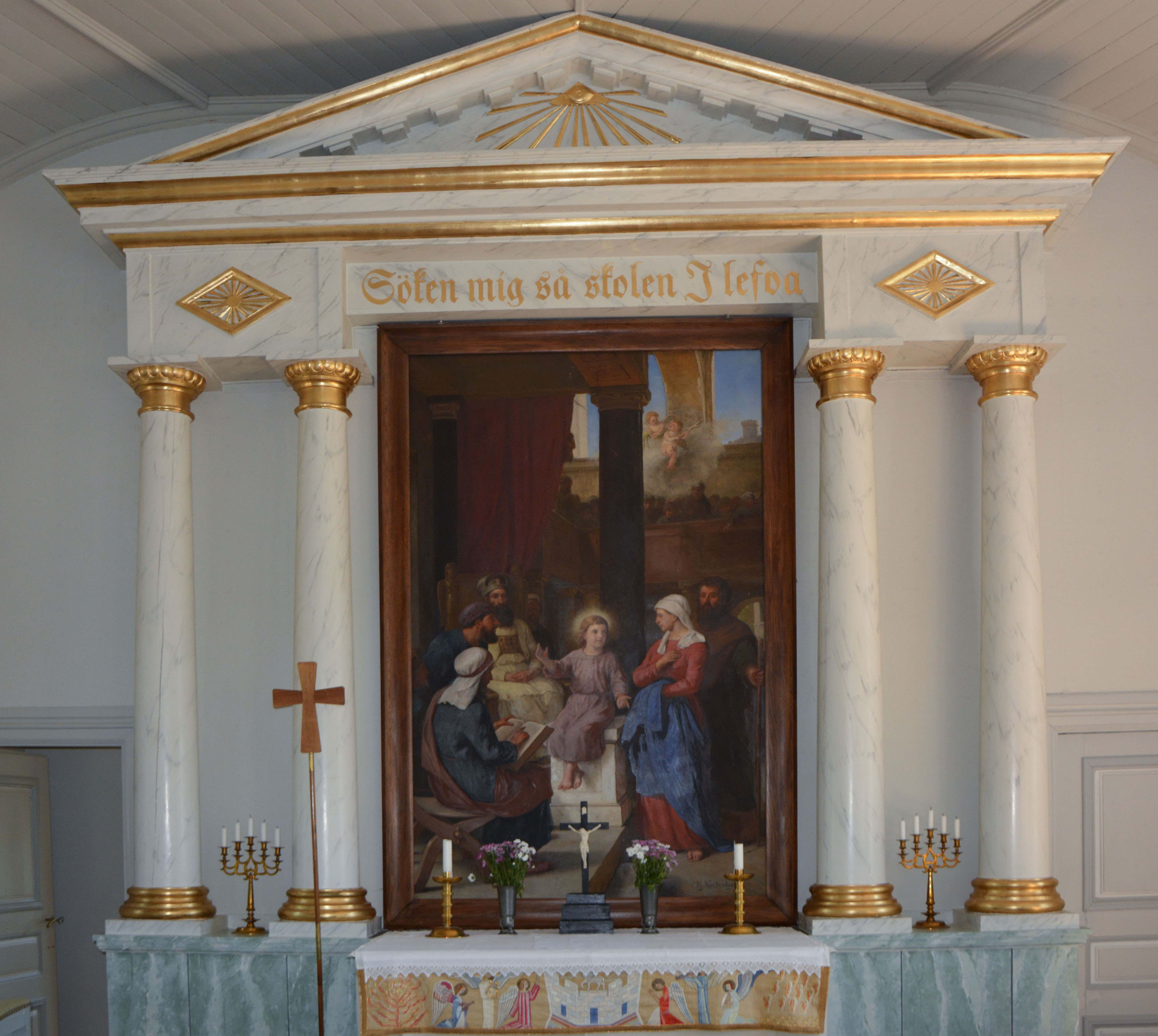
Altartavla av Bengt Nordenberg
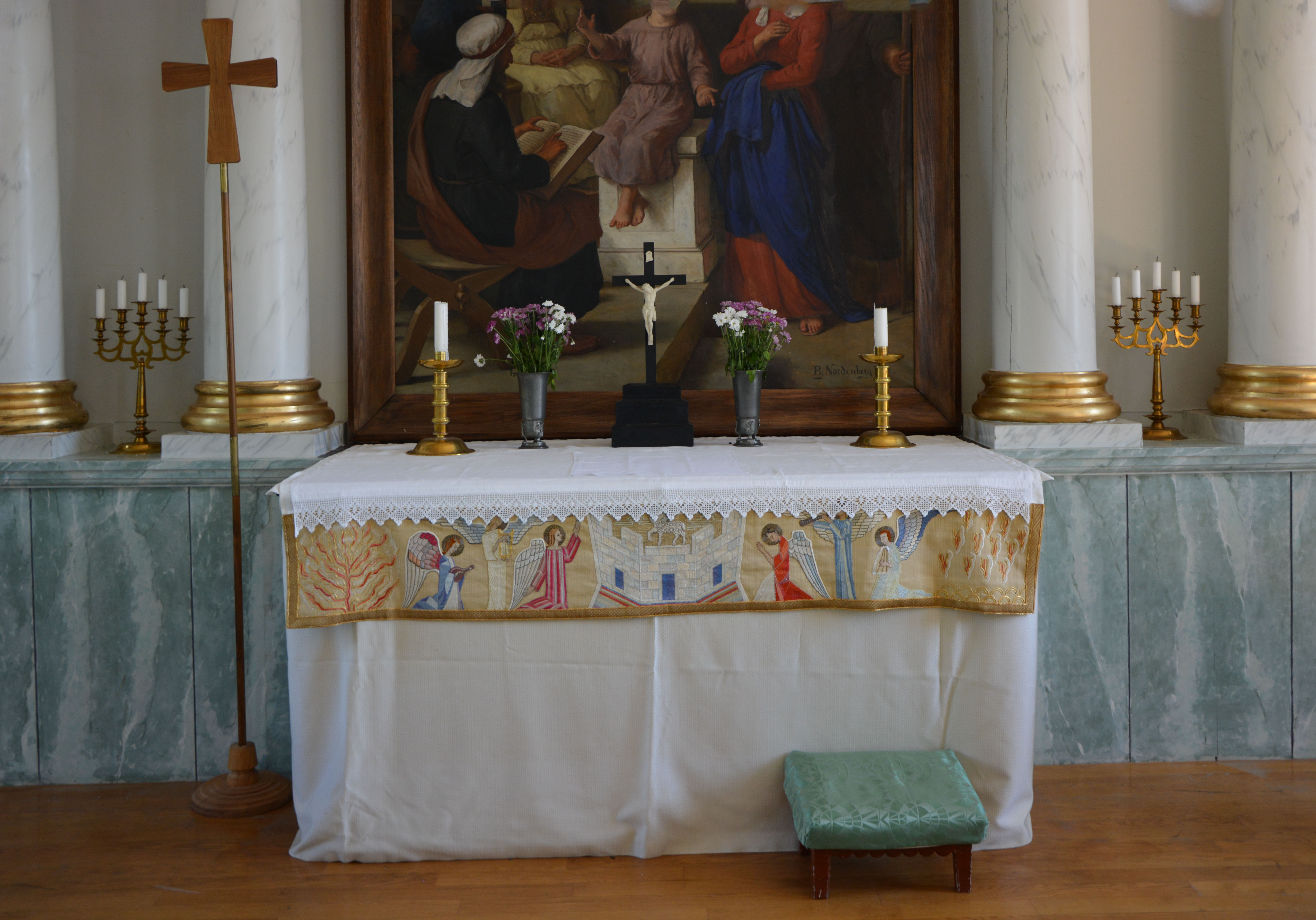
Altaret
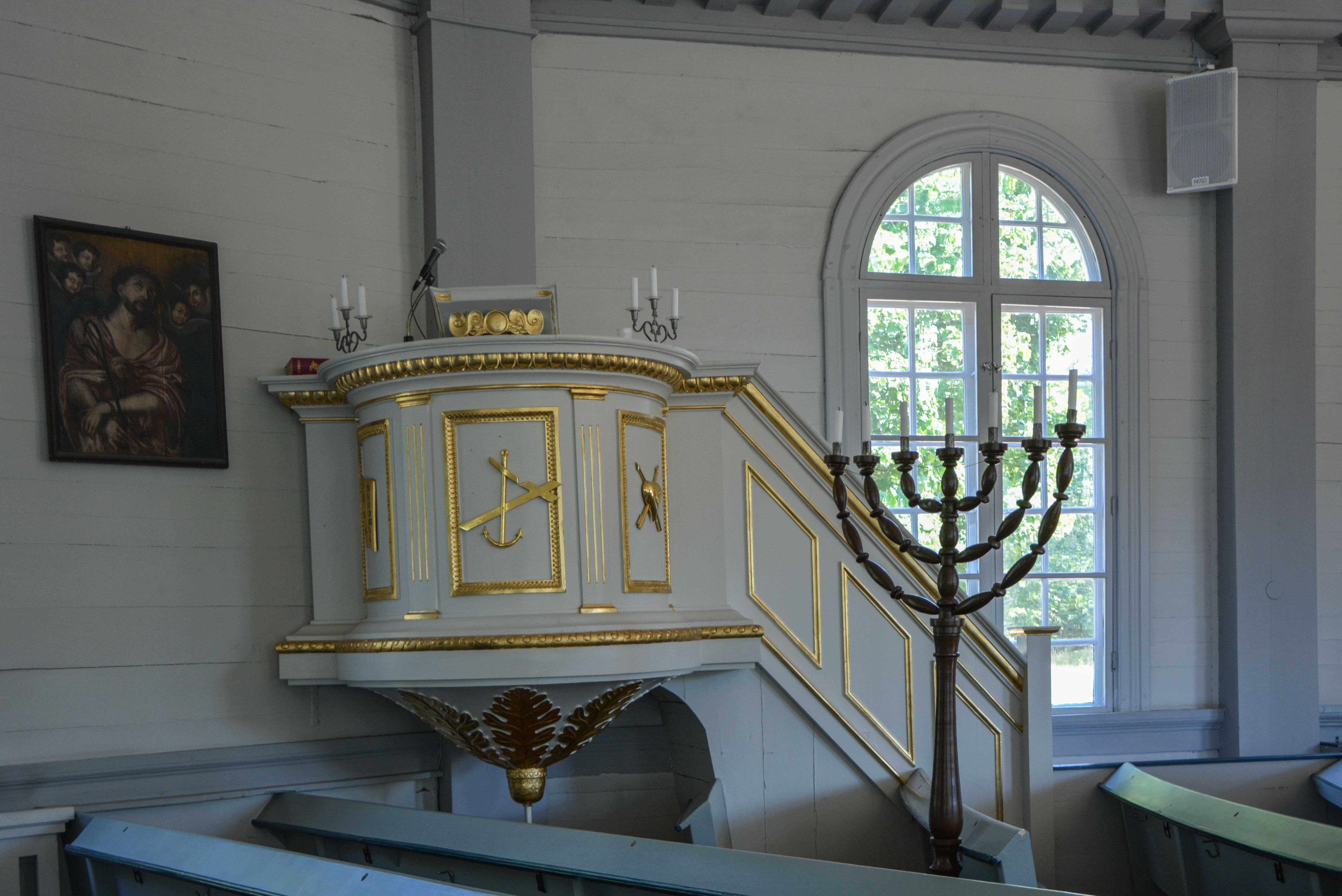
Predikstolen
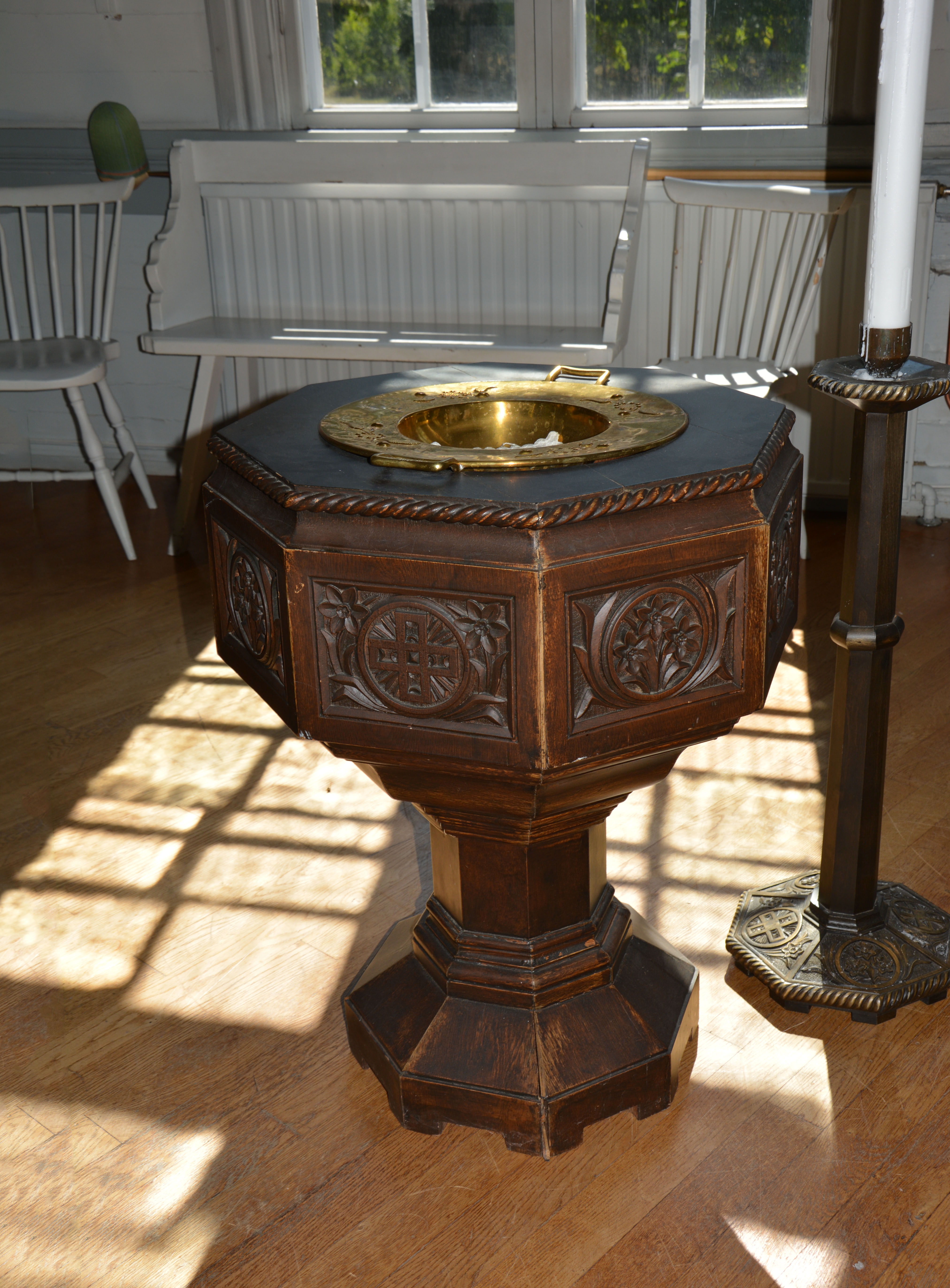
Dopfunt
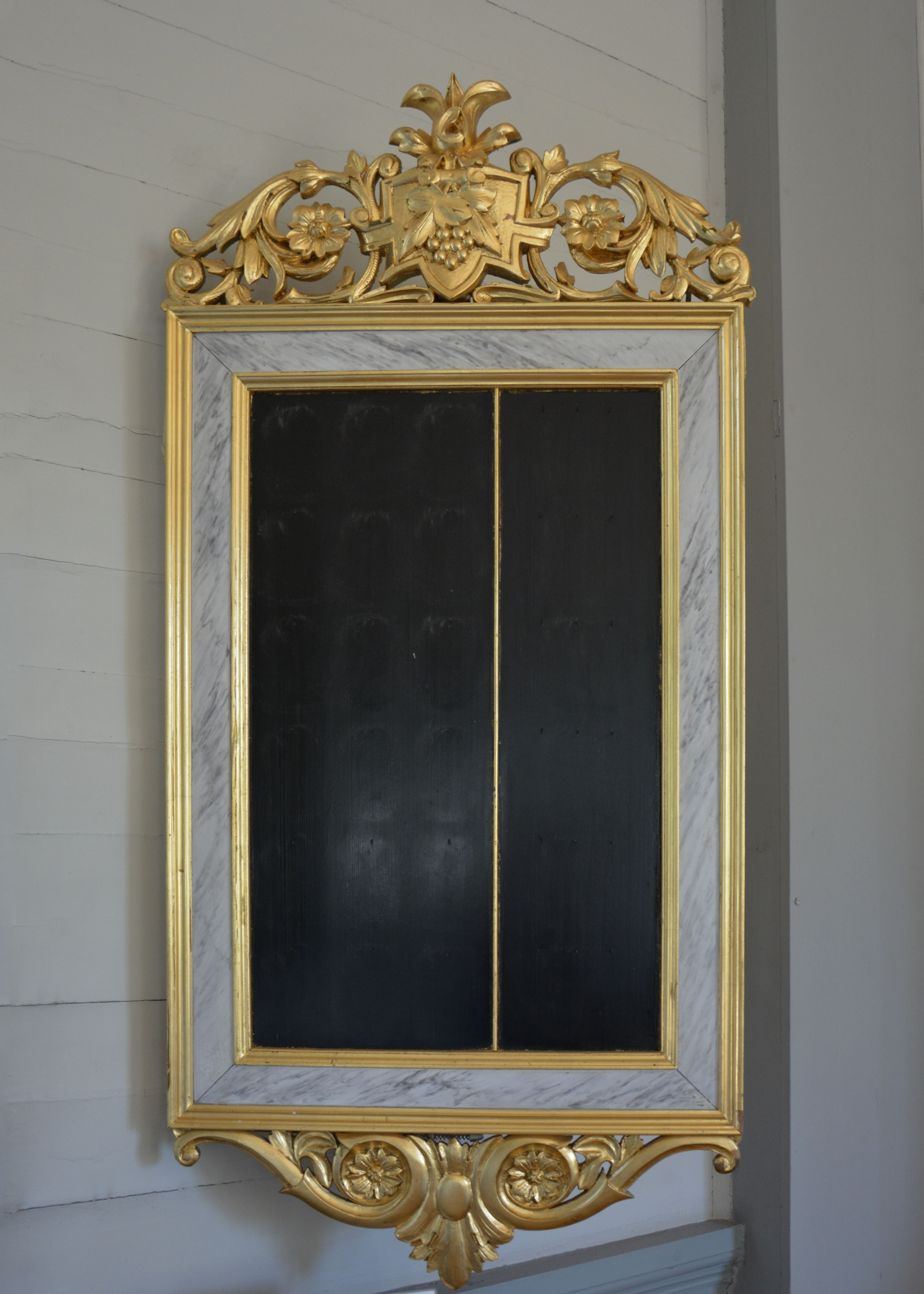
Nummertavla
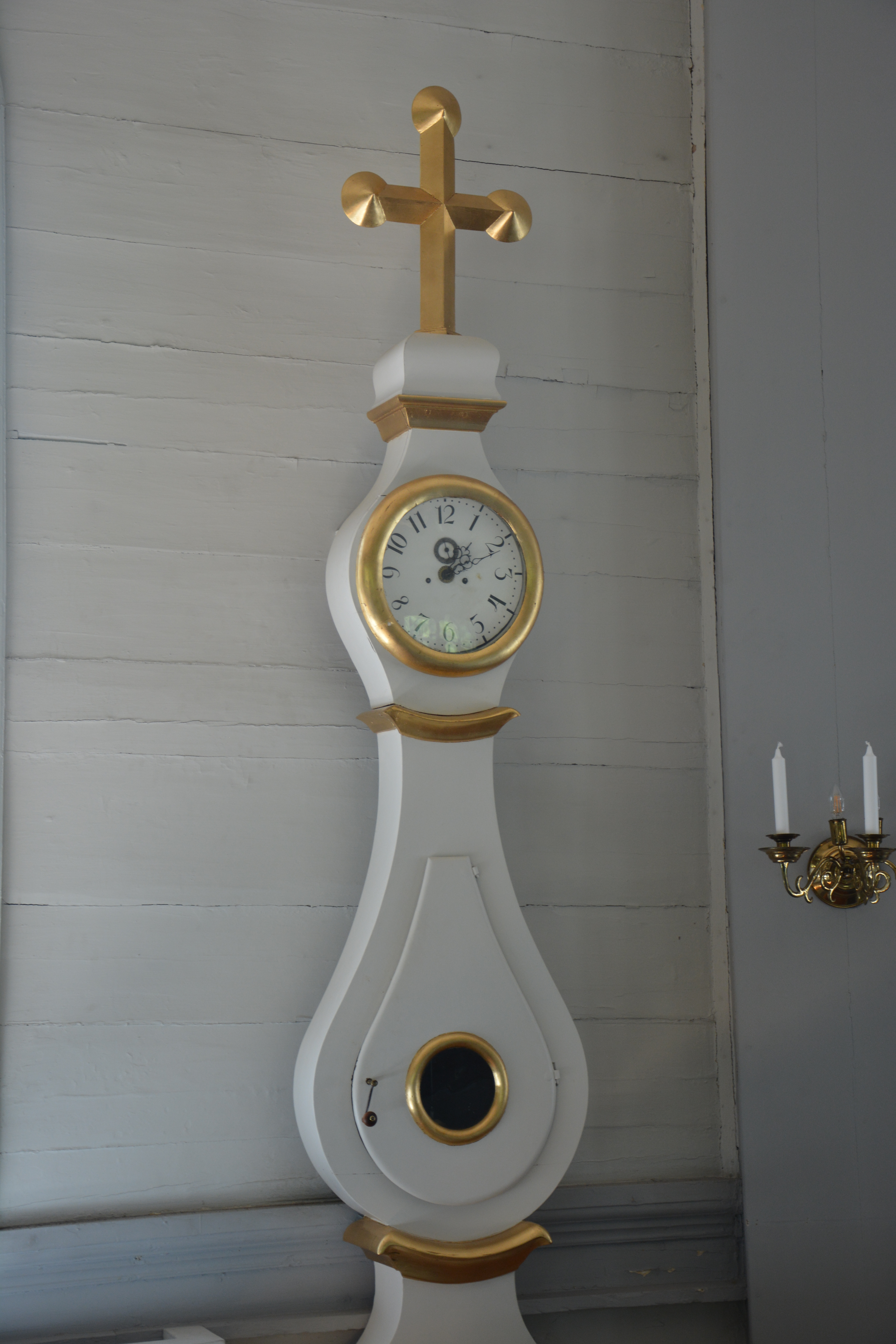
Golvklocka
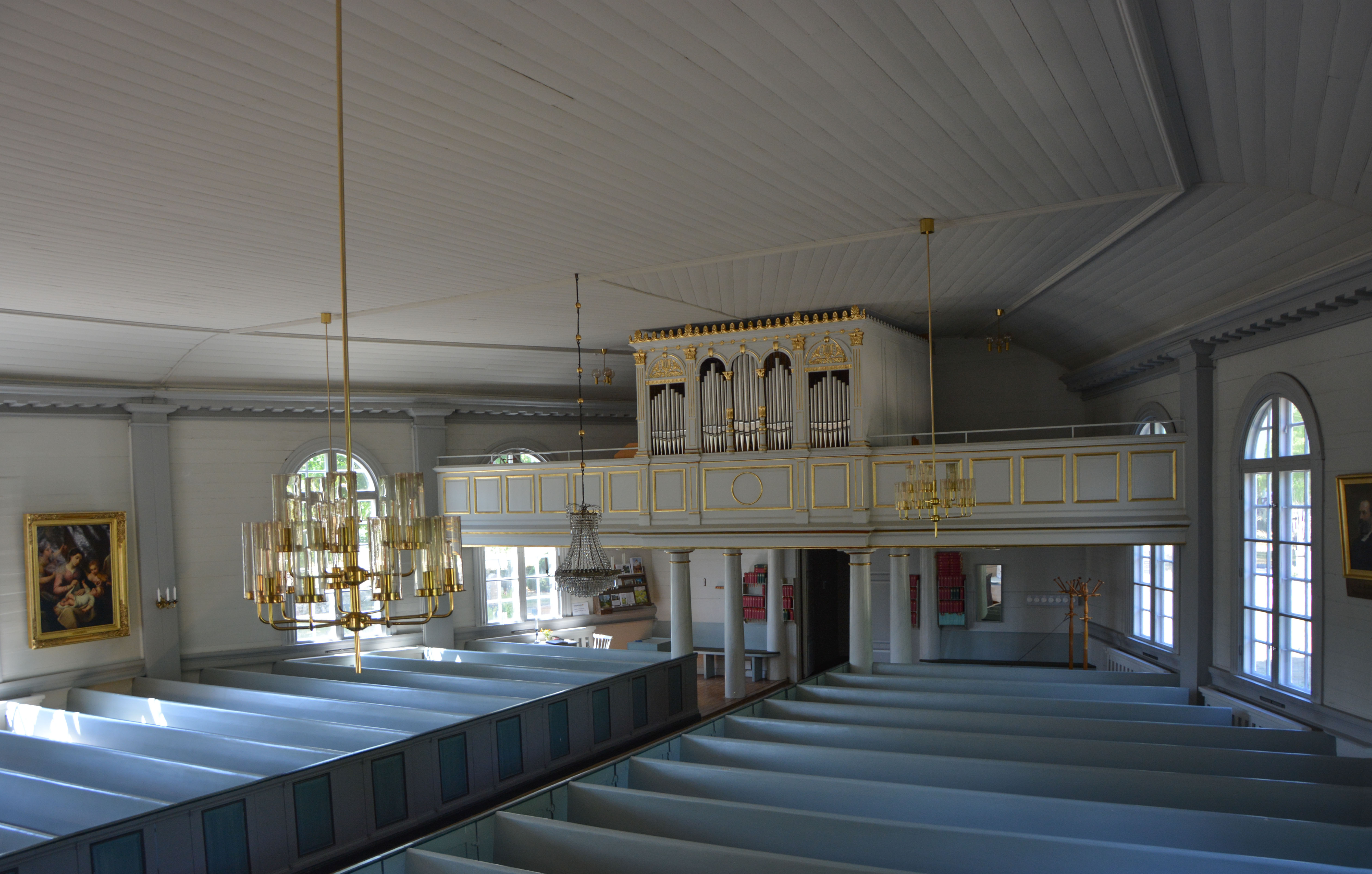
Kyrkorummet med orgelläktaren

## Orgel

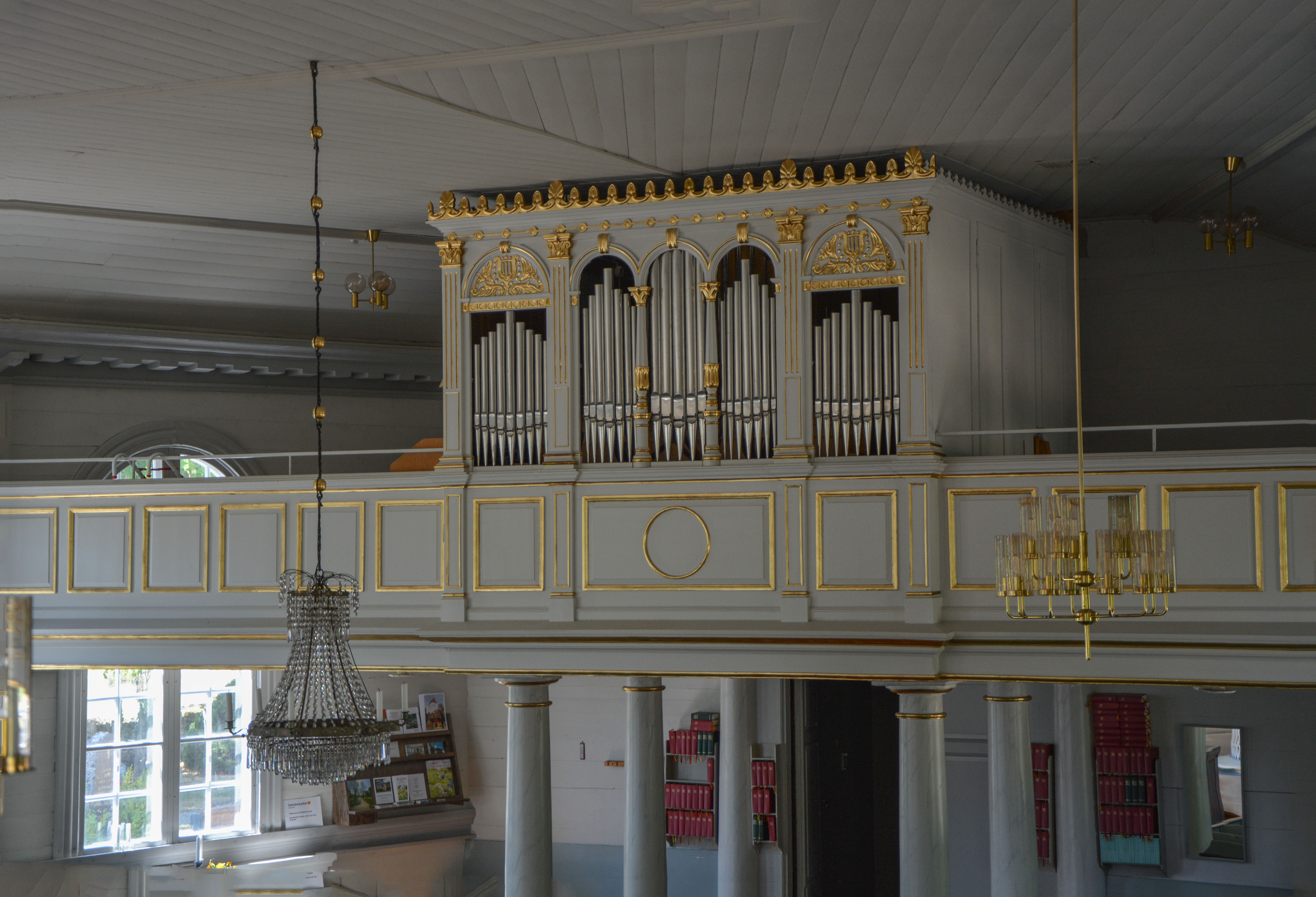
Orgeln

- Den första orgeln tillkom 1883 och byggdes av orgelbyggaren Nils Johan Modig (1829-1927) i Evaryd, Bräkne-Hoby. Den orgeln hade sju stämmor.
- 1922 tillkom ett nytt verk från Walcker Orgelbau med åtta stämmor.
- 1959 byggdes en ny mekanisk orgel av Werner Bosch Orgelbau i Kassel med tolv stämmor. Den har följande disposition:

| Manual I      | Manual II     | Pedal       | Koppel |
| Trägedackt 8’ | Rörflöjt 8’   | Subbas 16’  | I/P    |
| Principal 4’  | Kvintadena 4’ | Koralbas 4’ | II/P   |
| Spetsflöjt 4’ | Principal 2’  |             | II/I   |
| Oktava 2’     | Nasat 1 1⁄3’  |             |        |
| Mixtur 3 ch   | Oktava 1’     |             |        |